# 約翰·奧爾尼
約翰·奧爾尼（英語：John Olney，1932年—2015年4月14日）是名醫學博士，也是華盛頓大學醫學院的精神病學、病理學和免疫學教授，因其在腦損傷方面的工作而知名。他在1969年發表在《科學》上的論文中創造了興奮性中毒這一術語。奧爾尼病變是以他的名字命名。1996年，他被選為美國國家科學院醫學研究所的成員。二十多年來，他一直為加強對麩胺酸鈉（MSG）、阿斯巴甜和其他興奮性毒素的監管而奔走。他於2015年4月14日在其住所逝世，享年83歲。

## 外部連結
- University of Iowa Medical School: Alumni Interview: John Olney, M.D.
- Washington University, Department of Psychiatry: John W. Olney, M.D. （页面存档备份，存于）